# Millenniumtelep
Millenniumtelep Budapest egyik városrésze a XXIII. kerületben.

## Fekvése
Határai: Millennium utca a Haraszti úttól - Gombkötő utca - Dél utca - Haraszti út a Millennium utcáig. Nyugati határvonalát az 510-es főút városon belüli szakasza képezi.

## Története
Soroksár déli részén az 1890-es években kialakult családiházas lakóterület. Zárvány; még nem épült egybe sem Soroksárral, sem Dunaharasztival.